# Namibia, Land of the Brave
Namibia, Land of the Brave (hrv. "Namibija, zemlja hrabrih") - nacionalna himna Namibije. 
Himnu je napisao Axali Doëseb, koji je bio vođa tradicionalne glazbene skupine iz pustinje Kalahari. Doëseb je pobijedio na natječaju za izbor himne, nakon što je Namibija postala neovisnom 1990. godine.

## Tekst
| Engleski jezik |
| --- |
| Namibia, land of the brave Freedom fight we have won Glory to their bravery Whose blood waters our freedom We give our love and loyalty Together in unity Contrasting beautiful Namibia Namibia our country Beloved land of savannahs, Hold high the banner of liberty Namibia our Country, Namibia Motherland, We love thee. |